# مروث شديد الشحوب
مروث شديد الشحوب (الاسم العلمي:Coprinus pallidissimus) هو نوع من الفطريات يتبع جنس المروث من الفصيلة المروثية.